# Monique Hirovanaa
Pas d'image ? Cliquez ici

a Compétitions nationales et continentales officielles uniquement.

b Matchs officiels uniquement.
Dernière mise à jour le 30 octobre 2023.
Monique Hirovanaa, née le 25 mai 1966 à Ōtāhuhu (Nouvelle-Zélande), est une joueuse internationale néo-zélandaise de rugby à XV évoluant au poste de demi de mêlée. Elle a notamment remporté avec son équipe les Coupes du monde 1998 et 2002.

## Biographie
Monique Hirovanaa fait ses débuts en équipe de Nouvelle-Zélande en 1994, lors d'un match contre l'Australie. Elle ne compte à son actif que sept sélections quand débute aux Pays-Bas la coupe du monde 1998. Alignée dans tous les matchs du tournoi, elle remporte le titre avec son équipe.
Quatre ans plus tard, elle participe à la Coupe du monde 2002. Elle marque un essai décisif lors de la victoire des Black Ferns en finale contre l'Angleterre,,. Ce match, qui tombe le jour de son trente-sixième anniversaire, est la dernière de ses vingt-quatre apparitions internationales.
À la fin de la saison, elle est désignée Joueuse de l'année par l'International Rugby Board,.
En 2018, elle est intronisée au Temple de la renommée des sports d'Ōtara.